# 弓場筋
愛称弓場筋（ゆみばすじ）こと神戸市道弓場線（こうべしどうゆみばせん）は兵庫県神戸市東灘区の西部を南北に走る幅員27m（往復4車線、歩道幅員5m）の市道で、旧御影町役場の東側の道路。

## 概要
海沿いの御影本町3丁目交差点から北へ延びて、浜中交差点で国道43号と交差、上中交差点で鳴尾御影線と交差、阪神本線は高架の下を通り、御影中前交差点で国道2号と交差、JR東海道本線の高架の下を通り、山手幹線と交差し、その先は2017年現在阪急神戸線 御影駅北側駅前広場まで工事は終わっているが、この先住吉山手2丁目内の終端深田池北東交差点まで約120mの区間の道路拡幅へ向けた調査・検討中。ここで西から繋がる御影山手線（未成道路、但し拡幅前の道路の一部は深田池北東交差点に接続している）と接続する予定である。

旧都市計画道路案では、その先真っ直ぐに未成道路の岡本線に続く予定だったが、岡本線はキャンセルされる方向である。また、御影山手線の延長に繋がる未成道路の東御影線北端延長（住吉山手2丁目：阪急沿南側線～住吉山手2丁目：弓場線間）も、同様にキャンセルされる方向である。

『御影村誌』に「弓場町中ノ町境海岸ヨリ上通ニ至ル（町役場ノ東筋）」とある「荒神筋」はこの道路の南側（旧・兵庫県師範学校敷地手前の阪神電車まで）に相当する。
戦時中に空襲時の避難道路として兵庫県師範学校の敷地を貫く形で昭和18年（1943年）頃にはほぼ用地が確保され、これを戦災復興事業で整備した。
弓場は旧小字名であると同時に町制時代の区の名で「弓ノ場町」と呼ばれていた場所で、当道路の東側の阪神本線以南の地区であり、現在も祭礼（だんじり祭り）に用いられる伝統的な地域区分である。